# تاریخ‌گذاری تشدید اسپین الکترون
تاریخ‌گذاری تشدید اسپین الکترون (انگلیسی: Electron spin resonance dating) که به‌اختصار تاریخ‌گذاری ESR نیز نامیده می‌شود، تکنیکی است که برای تاریخ‌گذاری موادی استفاده می‌شود که تاریخ‌گذاری رادیوکربن قادر به انجام آن نیست. این مواد انواع مختلفی مانند کربنات‌ها، سیلیکات‌ها، سولفات‌ها، مواد زیستی (مانند مینای دندان)، آثار باستان‌شناسی (مانند سرامیک‌ها) و موادغذایی را در بر می‌گیرد. روش تاریخ‌گذاری تشدید اسپین الکترون نخستین بار در سال ۱۹۷۵ به جامعه علمی معرفی شد، زمانی که موتوجی ایکیا فیزیکدان هسته ای ژاپنی، یک غارسنگ در غار آکیوشی ژاپن را تاریخ‌گذاری کرد. تاریخ‌گذاری ESR مقدار الکترون‌های جفت‌نشده در ساختارهای کریستالی که قبلاً در معرض تابش طبیعی قرار گرفته بودند را اندازه‌گیری می‌کند. در این روش، سن یک ماده را می‌توان با اندازه‌گیری دوز تابش از زمان تشکیل آن تعیین کرد.